# Toy Story 5
Toy Story 5 ist ein kommender US-amerikanischer computeranimierter Trickfilm der von den Pixar Animation Studios für Walt Disney Pictures produziert wird. Regie und Drehbuch übernimmt Andrew Stanton, produziert wird der Film von Jessica Choi. Als direkte Fortsetzung von Toy Story 4 (2019) ist er der fünfte Teil der Toy Story-Filmreihe.

## Handlung
Nachdem Woody Bonnie verlassen hat, um ausgesetzten Spielzeugen zu helfen, neue Besitzer zu finden, übernimmt Jessie die Führung in Bonnies Zimmer – mit Buzz Lightyear als ihrem Stellvertreter. Die mittlerweile achtjährige Bonnie ist jedoch ganz vernarrt in ihr neues Lieblingsspielzeug: ein froschähnliches Tablet namens Lilypad. Woody kehrt schließlich zu seinen Freunden zurück, und gemeinsam mit Buzz und Jessie machen sie sich daran, Kinder vom übermäßigen Gebrauch moderner Technologie abzubringen.

## Produktion

### Entwicklung
Im Februar 2023 bestätigte Disney-CEO Bob Iger während einer Telefonkonferenz zu den Ergebnissen des ersten Quartals, dass ein fünfter Hauptfilm der Toy Story-Reihe aktiv in Entwicklung sei. Es ist der erste Film der Hauptreihe, der ohne Beteiligung von Mit-Schöpfer John Lasseter entsteht, der bereits während der Produktion von Toy Story 4 von seinen Aufgaben als Regisseur entbunden wurde und Pixar später verließ. Noch im selben Monat erklärte Pete Docter, Chief Creative Officer von Pixar und langjähriger Mitwirkender an der Reihe, dass der Film „überraschend“ sein werde und „coole Dinge enthalten werde, die man noch nie gesehen hat“. Im Juni 2023 bestätigte Docter, dass Woody im neuen Film zurückkehren werde. Im darauffolgenden Jahr kündigte er an, dass Andrew Stanton – der bereits an den ersten vier Toy Story-Filmen mitgeschrieben hatte, Kaiser Zurg in Toy Story 2 (1999) sprach, sowie als Regisseur u. a. an Das große Krabbeln (1998), Findet Nemo (2003), WALL·E (2008) und Findet Dorie (2016) beteiligt war – Regie führen werde. Unterstützt wird er von McKenna Harris, die beim Kurzfilm Ciao Alberto (2021) Regie führte und nun als Co-Regisseurin fungiert. Beim D23-Event im August 2024 verkündete Docter zudem, dass Stanton auch das Drehbuch übernehmen werde. Die erste Szene des Films wurde am 13. Juni 2025 beim Annecy International Animation Film Festival vorab gezeigt. Pete Docter beschrieb den logline des Films mit den Worten: „Toy meets Tech“ („Spielzeug trifft Technologie“).

## Veröffentlichung
Toy Story 5 soll am 19. Juni 2026 in den Vereinigten Staaten von den Walt Disney Studios Motion Pictures veröffentlicht werden.